# Шевгалишин, Андрей Сергеевич
Андрей Сергеевич Шевгалишин (7 января 1903 года, Сулин, Российская империя — 7 мая 1985 года, Донецк, СССР) — советский профсоюзный и промышленный деятель, руководитель ряда предприятий (преимущественно горнодобывающих и строительных), с 1948 года — обладатель звания Герой Социалистического Труда.

## Биография
Родился 7 января 1903 года в городе Сулин, ныне город Красный Сулин Ростовской области, в семье рабочего. Татарин. Воспитывался без отца, который умер через два года после рождения сына.
Трудовую деятельность начал в 1915 году, пришёл на Сулинский металлургический завод, на котором работал отец. В одиннадцать лет помогал рабочим в цехе, где делали железнодорожные и рудничные костыли. Затем работал в прокатном цехе смазчиком, помощником машиниста на паровой машине прокатного цеха.
В 1918 году переехал в город Макеевка Донецкой области. Работал кровельщиком на шахте «София». В 1920 году по направлению комсомольской организации был направлен на учёбу в город Казань, на татарский рабфак. По окончании учёбы в 1925 году вернулся в Макеевку.
Некоторое время был на профсоюзной работе: инспектор Макеевского райкома союза угольщиков (до 1927 года), секретарем, председателем шахткома шахты «София» (до 1929 года), секретарем райкома угольщиков (до 1930 года).
С 1930 года работал в аппарате треста «Шахтстрой» (г. Харьков) заместителем директора по труду и кадрам. В 1932 году был направлен на учёбу в Украинскую промышленную академию имени Сталина, которую окончил в 1936 году с дипломом инженера-технолога. В том же году был назначен директором Кутейниковского керамического завода треста «Шахтстрой» (посёлок Войковский Амвросиевского района Донецкой области). С 1938 года — начальник строительной конторы «Донбассшахтострой». С 1939 года в должностях начальника строительства работал на строительстве шахт в городах Краснодон, Шахты, Добропролье.
В октябре 1941 года был в эвакуации. Сначала организовывал эвакуацию горно-шахтного оборудования из Донбасса на Урал. Затем, возглавляя управление по строительству шахт в Карагандинском угольном бассейне, директором цементного завода в Караганде.
После освобождения Донбасса в 1944 году вернулся в Донбасс. Сначала руководил строительством шахты «Ново-Мосьпино», затем работал на восстановлении шахты «София». Он умело организовал рабочих и специалистов на форсированное ведение восстановительных работ.
В феврале 1948 года был назначен начальником управления «Сталинжилстрой». Под его руководством заметно ускорилось строительство жилых домов для шахтеров, промышленных и коммунально-бытовых зданий. В 1948 году трест сдал в эксплуатацию около 48 тысяч квадратных метров новой жилой площади, почти вдвое больше чем в 1947 году. В 1948 году в полтора с лишним раза увеличилась сумма освоенных капиталовложений, возрос средний заработок рабочих.
Указом Президиума Верховного Совета СССР от 28 августа 1948 года за выдающиеся успехи в деле увеличения добычи угля, восстановления и строительства угольных шахт и внедрение передовых методов работы, обеспечивающих значительный рост производительности труда Шевгалишину Андрею Сергеевичу присвоено звание Героя Социалистического Труда с вручением ордена Ленина и золотой медали «Серп и Молот».
С декабря 1950 года вновь работал на строительстве шахт: начальником строительства «Центрально-Заводская» и им Шверника (город Донецк), начальником проходческого строительства шахты «Щегловка-Глубокая» (город Макеевка). В дальнейшем работал на должностях первого заместителя управляющего трестом «Донецкшахтопроходка», начальником стройуправления № 1.
В 1957 году вышел на пенсию.
Жил в городе Донецк. Умер 7 мая 1985 года.
Награждён орденом Ленина (28.08.1948), двумя орденами Трудового Красного Знамени, медалями.